# Amerikaanse maanvlinder
De Amerikaanse maanvlinder (Actias luna) is een vlinder uit de familie van de nachtpauwogen (Saturniidae).

## Kenmerken
De spanwijdte van deze vlinder is 7,5 tot 10,5 centimeter. Het witte lichaam is dik en harig. De vleugels zijn wit met een roodbruin randje. De voorvleugels hebben een doorlopende bruine rand, die over de kop doorloopt. De achtervleugels lopen uit in lange staartvleugels. Bovendien bevatten ze in het midden een bruine vlek.

## Leefwijze
Het is een soort die prima kan vliegen, en die afkomt op lichtbronnen. Waardplanten zijn onder meer berk, els, Diospyros, Liquidambar, Carya, walnoot en sumak. De imago neemt geen voedsel meer tot zich, en leeft dan ook zeer kort (ongeveer een week).

## Verspreiding en leefgebied
De vlinder komt voor in het oosten van Noord-Amerika, van het noorden van Mexico tot in Canada. De soort vliegt afhankelijk van de plaats in één, twee of drie jaarlijkse generaties.

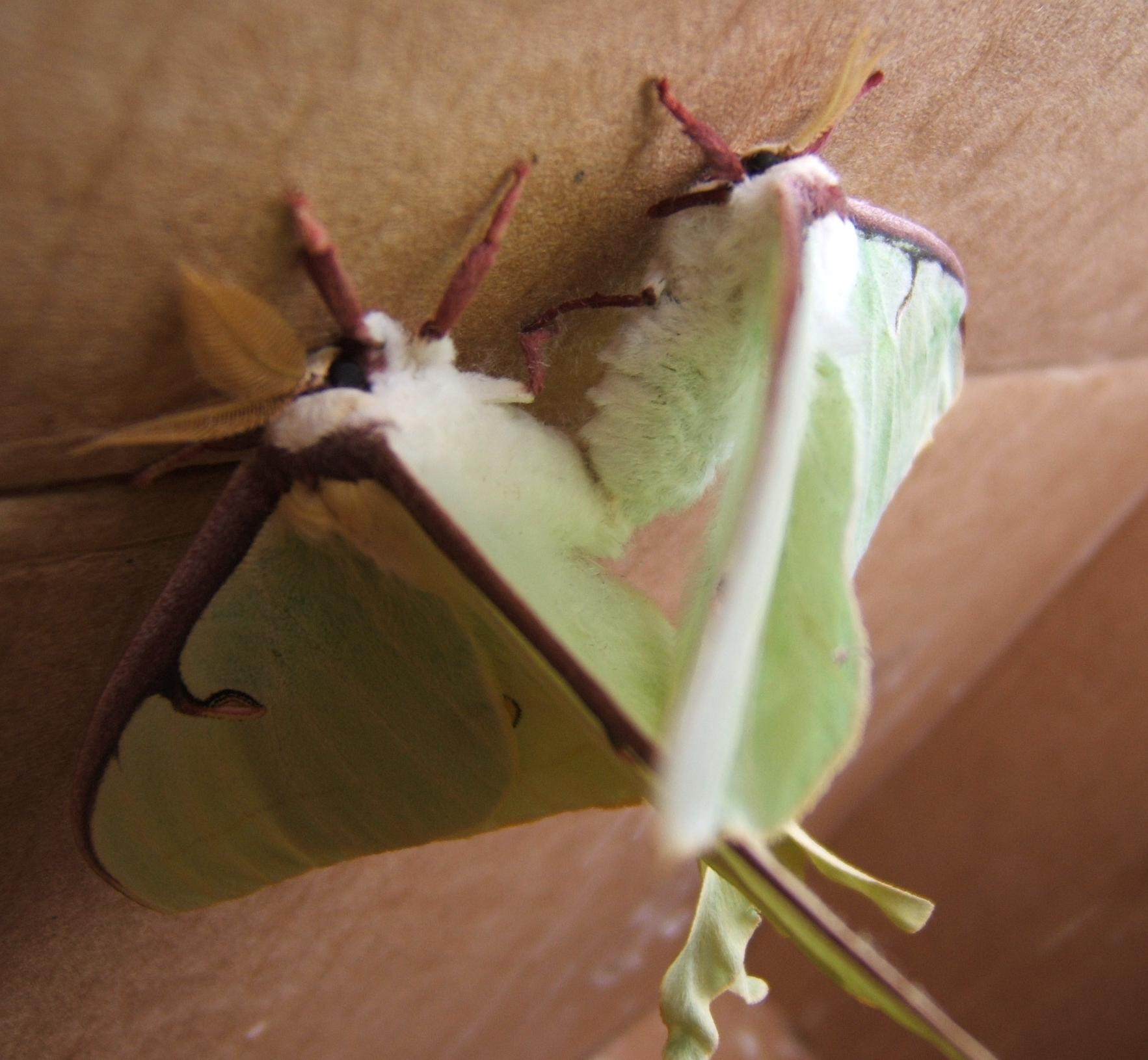
paring
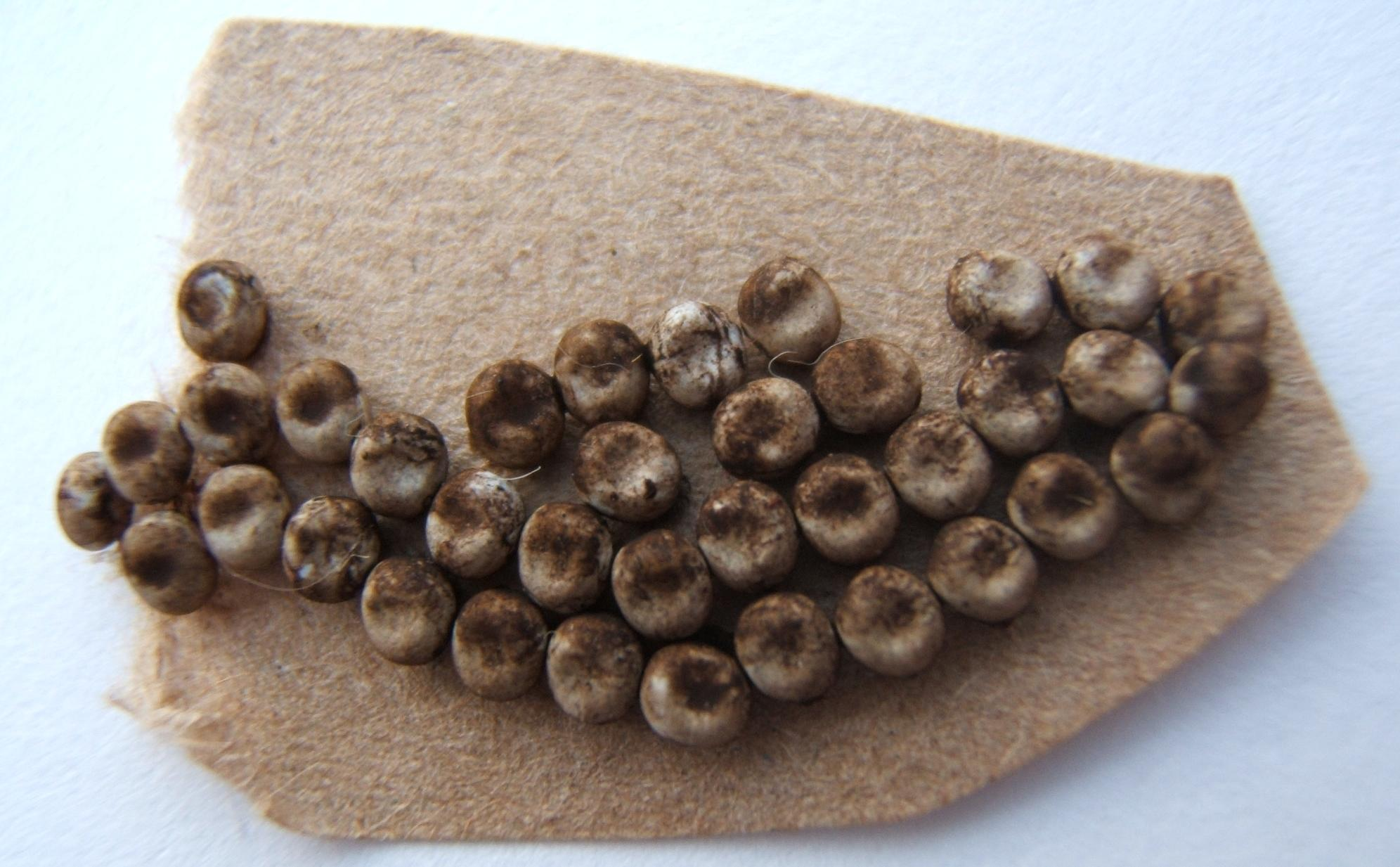
eitjes
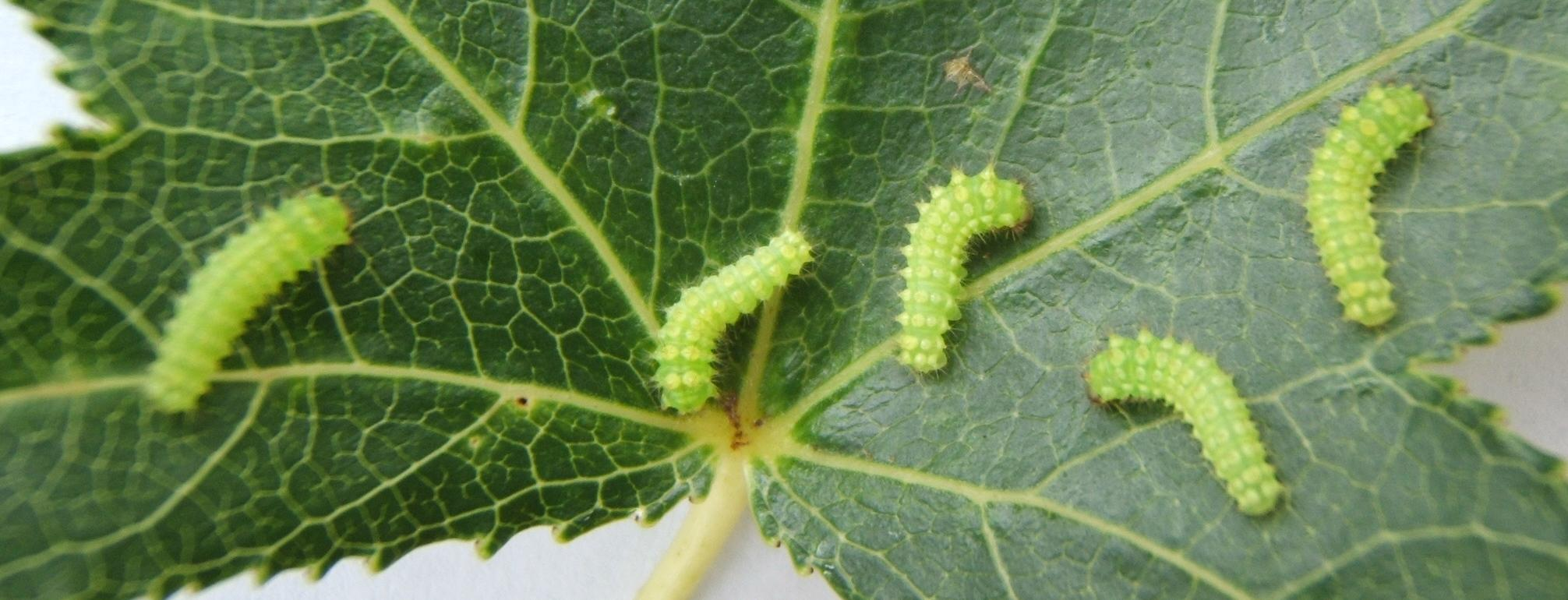
jonge rupsjes
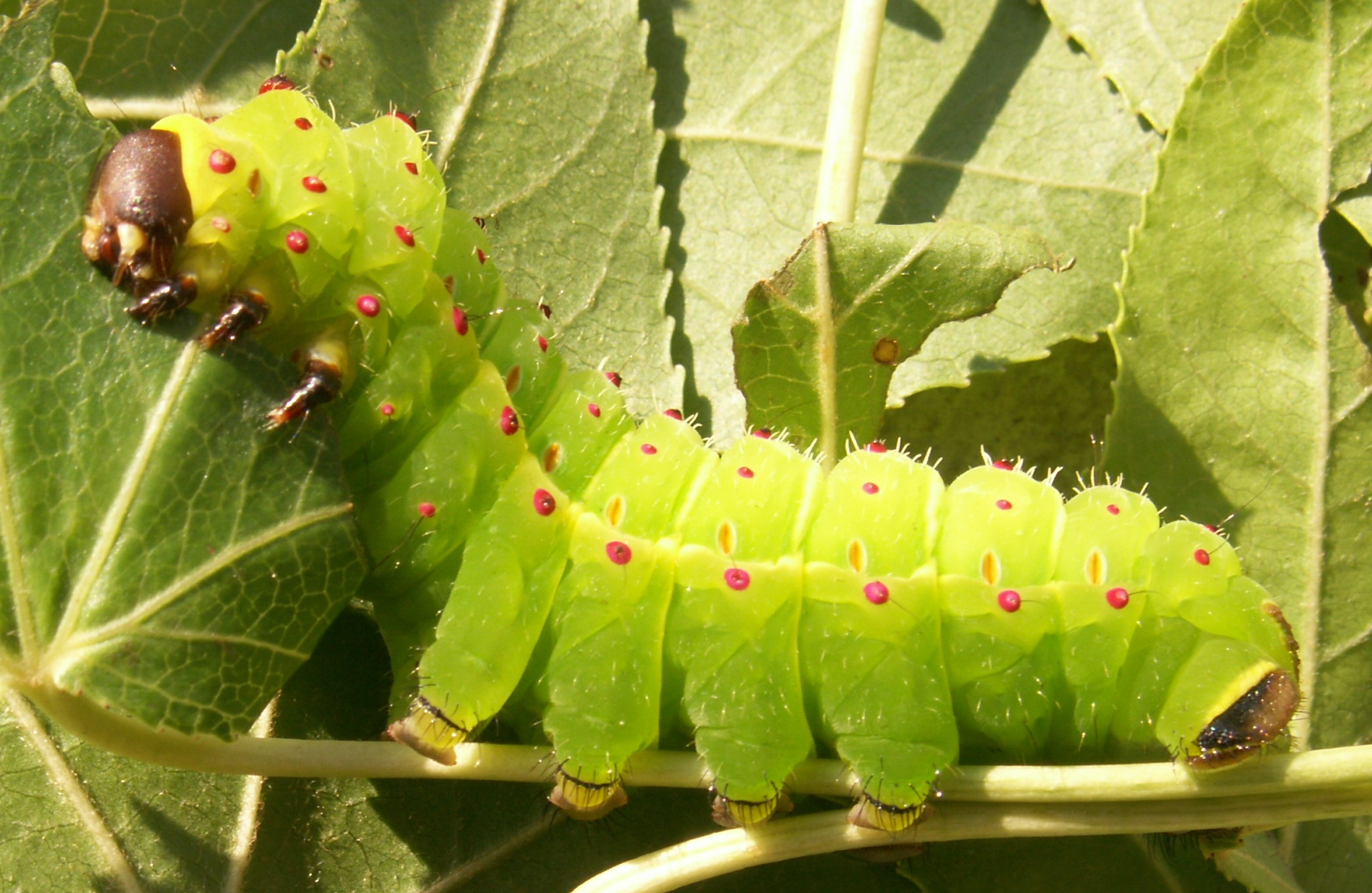
volgroeide rups
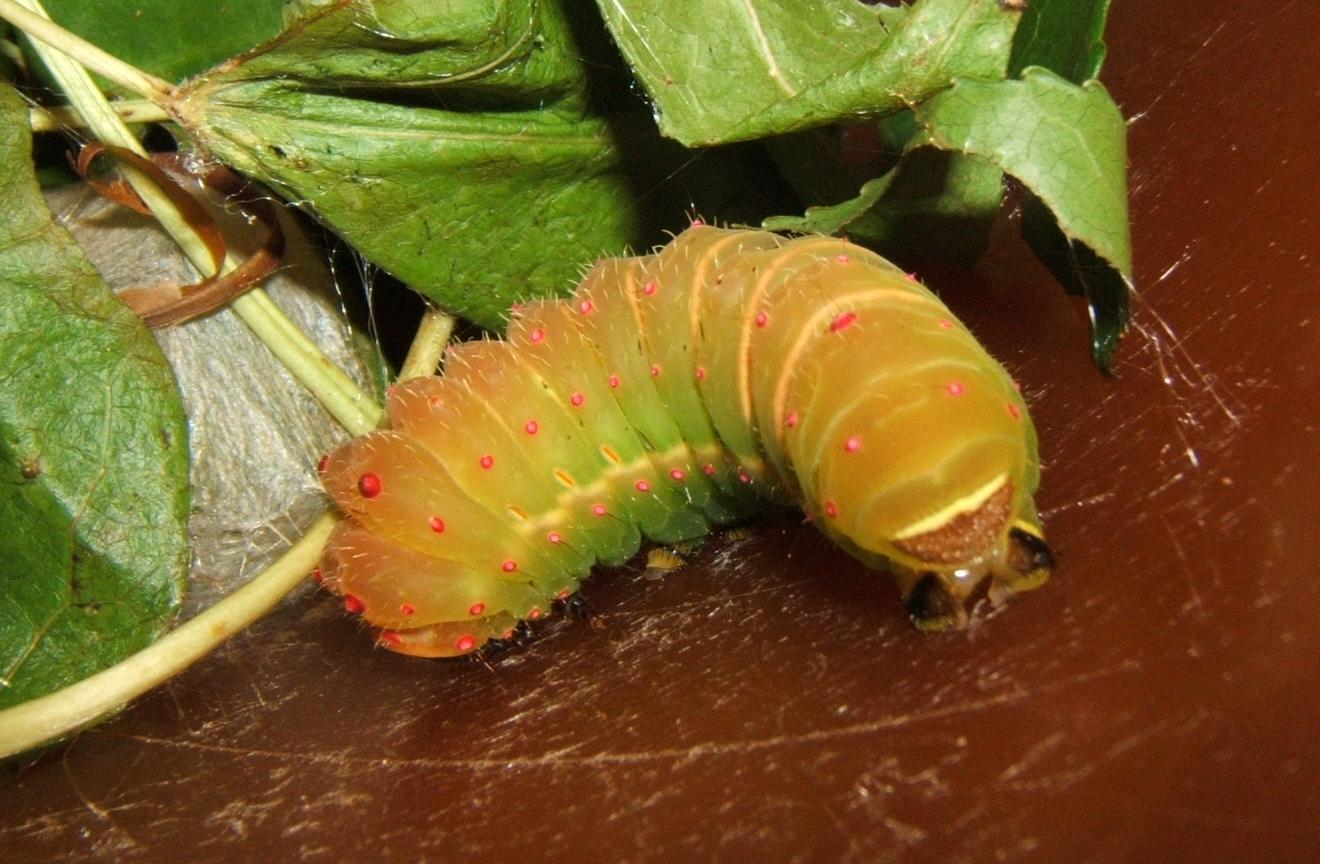
aan het verpoppen
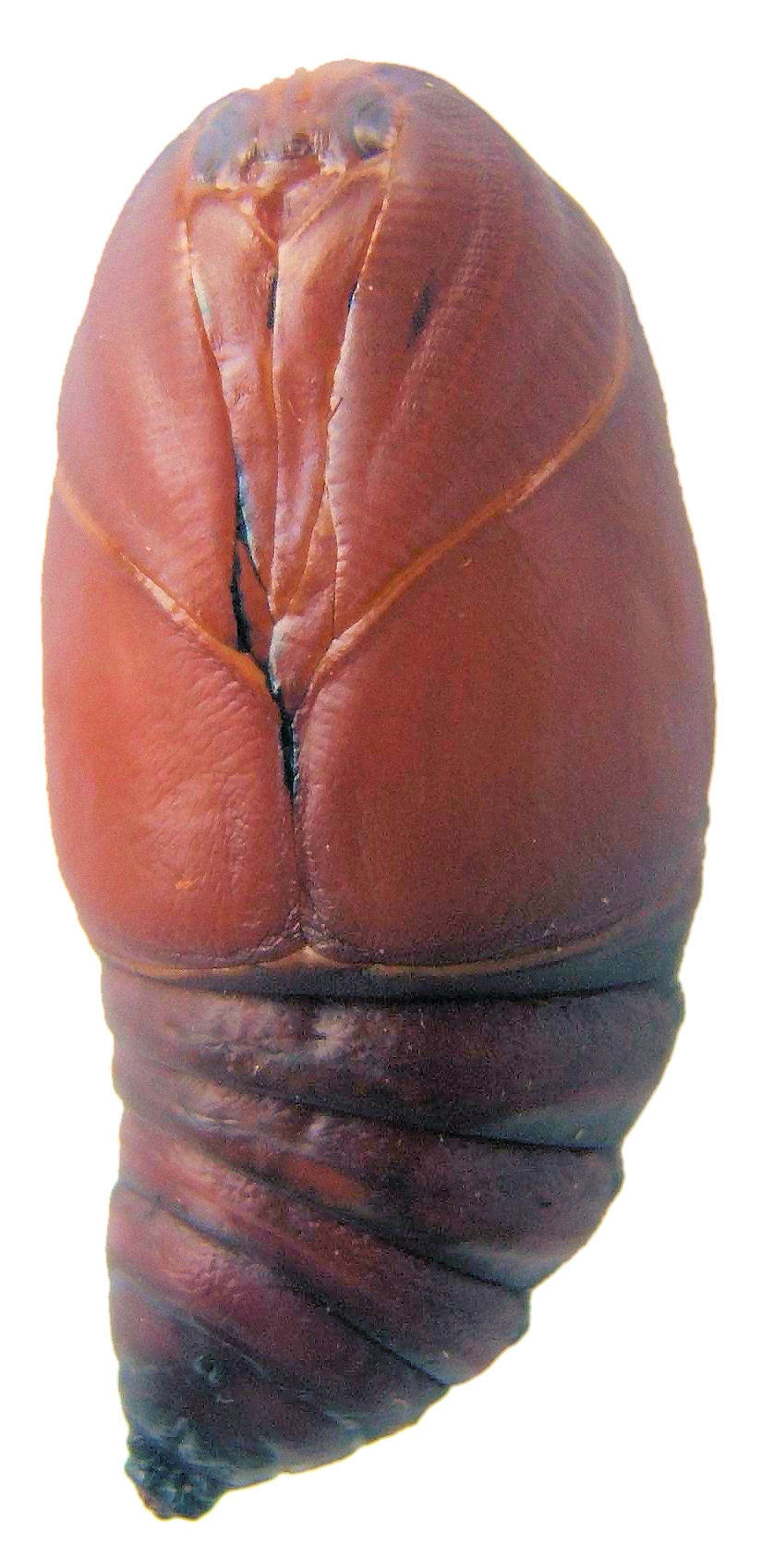
pop
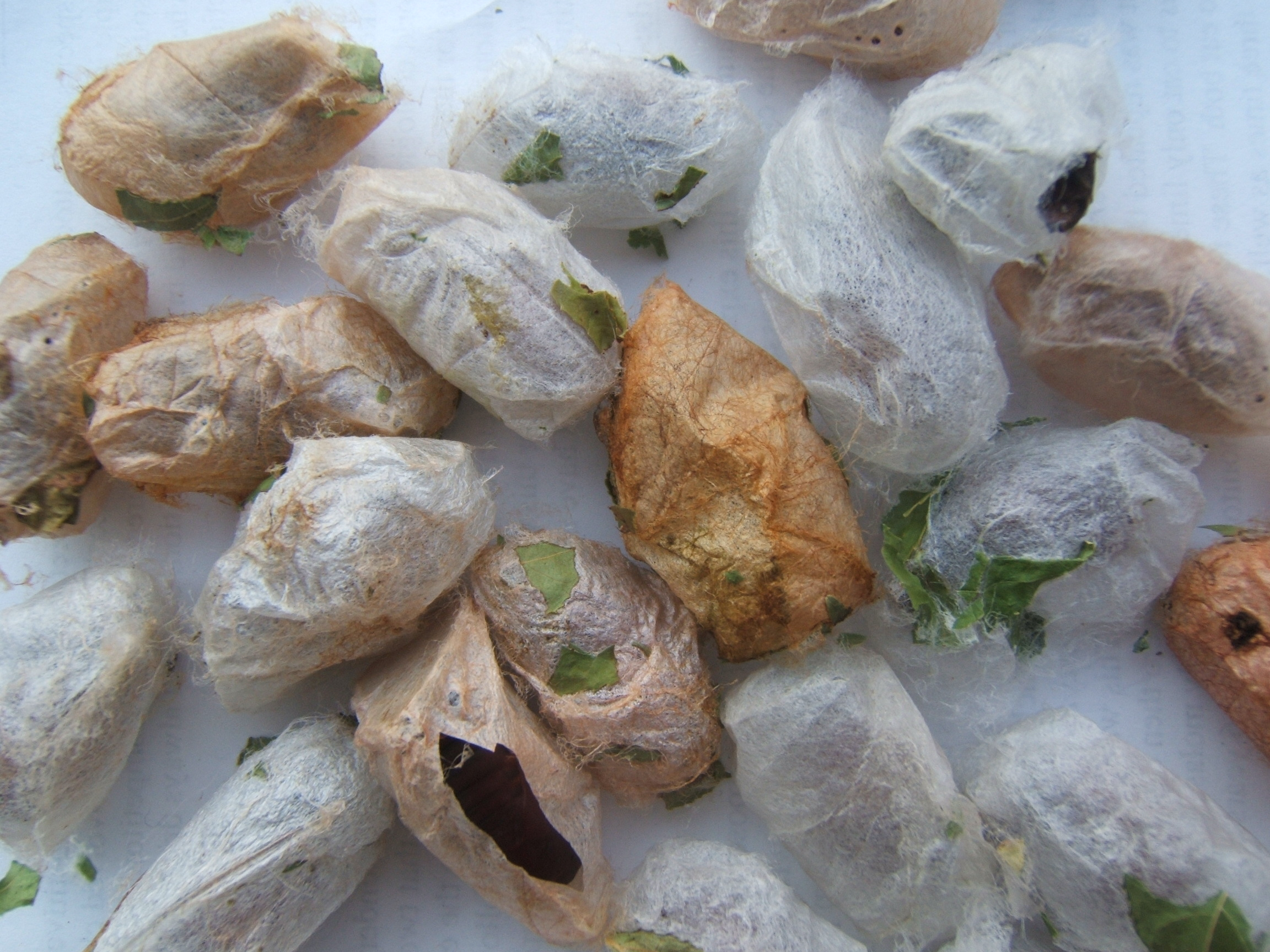
Poppen in de cocons